# Åke Sandberg (konstnär)
Åke August Natanael Sandberg, född 15 mars 1910 i Tibro i Skaraborgs län, död där 18 april 1985, var en svensk bildhuggare.
Han var son till sågverksägaren Karl Sandberg och hans hustru Stina samt från 1947 gift med Vera Sigrid Carlsson. Sandberg studerade vid Tekniska skolan i Stockholm 1930–1934 och för sina släktingar Aron och Gustaf Sandberg. Han medverkade i utställningar arrangerade av Tibro konstförening. Tillsammans med Gustaf Sandberg utförde han stuckdekorationer i Tibro centralskola 1953 och vid Harsprångets kraftstation 1950; hans bronsskulptur Pojken med guldhjärtat inköptes av Skövde kommun 1956. Hans konst består av rundskulpturer, reliefer, porträtt och djur utförda i brons, trä, keramik och gips.